# Vísperas (serie de televisión)
Vísperas es una serie de televisión de España de 6 episodios, emitida por La 1 de TVE en el año 1987. Con dirección de Eugenio Martín, está basada en la trilogía del escritor Manuel Andújar.

## Argumento
Ambientada en la Andalucía de principios de siglo XX, la serie se centra en la relación entre dos familias en un entorno de conflictividad social y cambios económicos. Por un lado la de Benito y su madre Gabriela, que no dudó nunca en enfrentarse a los abusos del cacique local, Santiago. Por otro lado, la de Miguel que debe afrontar la muerte de su padre, minero en La Carolina.

## Presupuesto
El presupuesto de la serie fue de 300 millones de pesetas.

## Localizaciones
Rodada en la localidad jienense de La Carolina.